# Оклянский, Юрий Михайлович
Юрий Михайлович Оклянский (род. 16 июня 1929, Воронеж) — советский и российский прозаик, литературовед и публицист, кандидат филологических наук, автор исторических биографий.

## Семья и детство
Отец и мать — инженеры, отец экономист, мать текстильщица. Детство и отрочество прошли в Ленинграде. В 30-е − 40-е годы отец Оклянский М. Б. подвергался длительным тюремным заключениям и ссылкам как якобы «враг народа». Последствия незаконных политических репрессий тяжело отражались на семье и судьбе сына. Во время войны вместе с матерью и братом перенес Ленинградскую блокаду. Был в эвакуации в Сибири. Школу окончил с золотой медалью, что дало шанс в 1948 году поступить на филологический факультет Московского университета. С окончанием МГУ (после смерти Сталина и ареста Берии) летом 1953 года вместо уже намеченного «ссыльного» направления школьным учителем на Чукотку, имея «красный диплом» с отличием, по ходатайству руководства факультета получил распределение на газетную работу в Марийскую республику.

## Творческая биография
Работал в Йошкар-Оле в газетах «Марийская правда» (1953-55) и «Молодой коммунист» (зам. главного редактора, в 1955- 57) . В феврале 1957 года под воздействием идей ХХ съезда КПСС вступил в партию. В 1957-63 годах работал собственным корреспондентом «Литературной газеты» в Поволжье и зав. Сибирским отделением «ЛГ» в Новосибирске. В 1963-66 гг. окончил аспирантуру по кафедре литературоведения, искусствознания и журналистики Академии общественных наук при ЦК КПСС в Москве. Защитил диссертацию по психологии литературного творчества на тему «Творческая индивидуальность писателя и проблемы художественного освоения действительности». Кандидат филологических наук.
Дальнейшая журналистско-литературная работа: зам. редактора газеты «Известия» по отделу литературы и искусства (1966-68), консультант правления Союза писателей СССР (1968-81), главный редактор очерково-публицистического ежегодника «Шаги» (1974-91). Ещё до развала КПСС, а затем и СССР вышел из партии.
Член Союза писателей (1968), член Русского ПЕН-центра (1990). Лауреат Всесоюзного конкурса на лучшую научно-популярную книгу (1975). Награждён медалями и памятным знаком «Житель блокадного Ленинграда».

## Основные книги
1. Доверие. — Куйбышев: Кн. изд-во, 1959. — 52 с.
2. Серебристые облака. — Куйбышев: Кн.изд-во, 1961. — 152 с.
3. Шумное захолустье: Из жизни двух писателей (А. Н. Толстой и его мать писательница А. Л. Бостром) — Куйбышев: Кн.изд-во, 1965. — 235 с.; 2-е изд., доп.- Куйбышев, 1969. — 255 с.; 3-е. изд., испр. и доп., Куйбышев, 1982. − 271 с.
4. Рождение книги: Жизнь. Писатель. Творческий процесс. — М.: изд-во Худож. лит., 1973. — 302 с.
5. От жизни к образу. — М.: Знание, 1970. — 64 с.
6. Адресовано массовому читателю. — М.: Знание, 1973. — 64 с.
7. Константин Федин: (Встречи с мастером). — М., изд-во Сов. Россия, 1974. — 167 с.
8. Наследники. Об историзме соврем. прозы. — М.: Знание, 1975. — 64 с.
9. Повесть о маленьком солдате (Бертольт Брехт и его сотрудница Маргарет Штеффин). — М.: изд-во Сов. Россия, 1978. — 240 с.; 2-е изд., доп. — М., 1983. — 336 с.
10. Биография и творчество: Портреты. Встречи. Рассказы литературоведа. М.: Сов. писатель, 1986. − 382 с.
11. Федин.- М.: изд-во Мол. гвардия, 1986. — 352 с. — (серия ЖЗЛ)
12. Юрий Трифонов: Портрет- воспоминание.- М.: изд-во Сов. Россия, 1987. — 240 с.
13. Оставшиеся в тени: Однотомник биографических повестей о писателях. / Предисловие А. Нежного/ — М.: Известия, 1987. — 640 с.
14. Дом на угоре: О Федоре Абрамове и его книгах. — М.: Худож. лит., 1990. — 208 с.
15. Счастливые неудачники. Биографические повести и рассказы о писателях (Ю.Трифонов, Ф.Абрамов, И.Эренбург, Б.Слуцкий, В.Панова, Ю.Смуул) — М.: Сов. писатель, 1990. — 476 с.
16. Роман с тираном. Сталин и А. Н. Толстой, П. Л. Капица; И. Г. Эренбург.- М.: Московский рабочий, 1994. — 183 с.
17. Гарем Бертольта Брехта. Роман — расследование. -М.: изд-во «Совершенно секретно», 1997. — 352 с.
18. Шумное захолустье. Соч. в 2-х томах. М.: «Терра», 1997. Кн. первая (А. Бостром, А. Н. Толстой, И. Эренбург, Б. Слуцкий) — 448 с. Кн.вторая (Ф.Абрамов , Л. Леонов, В. Панова) − 320 с.
19. «Бурбонская лилия» графа Алексея Толстого. Четвёртая жена. — М.: «Золотой свиток», 2007. — 576 с.
20. Беспутный классик и Кентавр. А. Н. Толстой и П. Л. Капица. Английский след. — М.: «Печатные традиции», 2009. — 608 с.
21. Загадки советской литературы. От Сталина до Брежнева. Историческое расследование. Предисловие Л. Аннинского. М. : «Вече», 2015. — 382 с.
22. Праведник среди камнепада. Биографические детективы. М. «Достоинство», 2016. — 526 с.

## Литературно- издательская деятельность
1. Шаги. Очерк и художественная публицистика. Ежегодник Союза писателей СССР. Выпуски 1 — Х1Y. /Главный редактор Оклянский Ю. М./ — М.: «Известия», 1975—1991.
2. Толстой А. Н. О литературе и искусстве: Очерки. Статьи. Выступления. Интервью. Заметки. Письма. / Сост. Оклянский Ю. М., Лихова Н. В., вступ. ст. Оклянского Ю. М., коммент. Оклянского Ю. М., Крестинского Ю. А. — М.: Сов. писатель. 1984. — 556 с.
3. Федин К. О долге. / Составление, вступ. статья, примечания Ю. М. Оклянского. М.: «Советская Россия». 1984. — 339 с.
4. Алексей Толстой: Кн. для чтения с коммент. На англ. языке. Сост. и предисловие Ю. М. Оклянского. Комментарии С. Я. Бахметьевой. М., Рус. Яз., 1988, 352 с.
5. Толстой А. Н. Собрание соч. в пяти томах. Сост., вступ. статья и примеч. Оклянского Ю. М. — М.: Терра, 1995.

## Энциклопедические статьи об авторе
- Краткая литературная энциклопедия — М.: Советская энциклопедия, 1978. Т. 9. — С.579,791.
- Российский энциклопедический словарь: в 2х кн. / Под ред. А. М. Прохорова -М.: Большая Российская энциклопедия, 2001. — Кн. 2.
- Большой Российский энциклопедический словарь. — М.: Большая Российская энциклопедия. 2003 — С.1085.
- Всемирный энциклопедический биографический словарь. — Большая Российская энциклопедия, 1998. — С.556
- Биобиблиографический словарь. Кто есть кто в российском литературоведении / Под ред. А. Н. Николюкина. — М.: Изд-во РАН, 2011. — С.250.
- Новая Россия: мир литературы. Энциклопедический словарь-справочник в двух томах / Автор-составитель С.Чупринин. Т. 2. — М., 2003. — С.161.